# Jacqueline Morane
Pour les articles homonymes, voir Morane (homonymie).
Jacqueline Morane, nom de scène de Jacqueline Pileyre, est une actrice française, née le 23 mars 1915 à Chinon (Indre-et-Loire) et morte le 29 février 1972 à Neuilly-sur-Seine (Hauts-de-Seine).

## Biographie
En 1935, la jeune Jacqueline Morane participe à la création de La guerre de Troie n'aura pas lieu de Jean Giraudoux, mise en scène par Louis Jouvet, au Théâtre de l'Athénée à Paris.
En 1941, elle interprète le rôle-titre dans Jeanne d'Arc au bûcher de Paul Claudel. En 1943, elle crée à Bourgoin (Isère) la troupe des « Romanesques » avec son mari, le metteur en scène Jean Serge, Louis Arbessier, Roger Rudel, Marie Mergey et Guy Piérauld. Jusqu'à la Libération, ils se produisent sur scène entre Vienne, Bourgoin et La Tour-du-Pin.
Elle est pensionnaire de la Comédie-Française de 1955 à 1959, avec un emploi spécifique dans la Tragédie.
Avec Jean Serge, elle crée, en 1956, à Barentin le Festival national Corneille, consacré aux œuvres de Pierre Corneille et Thomas Corneille.
Leur fils aîné , Francis Morane (1940-2002), fut un metteur en scène de grands spectacles en salles et en plein-air, également réalisateur de cinéma et de télévision. Leur cadette, Dominique Sainte Fare Garnot (née en 1943) a été administratrice de théâtres parisiens. Leur dernier fils,Ivan Morane (né en 1956) est acteur et metteur en scène.

## Filmographie
- 1953 : La Dame aux camélias de Raymond Bernard
- 1955 : L'Assassin a pris le métro, téléfilm de François Chatel
- 1956 : Pardonnez nos offenses de Robert Hossein : la mama
- 1956 : Gervaise de René Clément : Mme Gaudron
- 1959 : Le Testament du docteur Cordelier, téléfilm de Jean Renoir : Alberte
- 1959 : Le Déjeuner sur l'herbe de Jean Renoir : Titine
- 1960 : Les Scélérats de Robert Hossein : Adeline Martin
- 1960 : Une gueule comme la mienne de Frédéric Dard : une dame
- 1964 : L'Amour avec des si de Claude Lelouch

## Théâtre
- 1943/44 Se produit avec les "Romanesques" de Jean Serge  entre Vienne, Bourgoin, La Tour du pin (Isére) à l'affiche : Le Cid avec Roger Rudel dans le role titre.
Le Sang clos de René-Maurice Picard, mise en scène de Georges Vitaly au Théâtre de la Huchette
- 1950 : Notre Peau de José-André Lacour, mise en scène de Michel Vitold avec Daniel Gélin au Théâtre de l'Œuvre
- 1953 : Ion de Bernard Zimmer d'après Euripide, mise en scène Henri Soubeyran, Théâtre antique Vaison-la-Romaine
- 1956 : Le Pélican d'August Strindberg adaptation d'Arthur Adamov, mise en scène de Michel Etchéverry Théâtre de l'Œuvre
- 1956 : Polyeucte de Corneille, mise en scène Jean Serge, Festival Corneille Barentin[4]
- 1956 : Nicomède de Corneille, mise en scène Jean Yonnel, Comédie-Française
- 1956 : Bérénice de Racine, mise en scène Maurice Escande, Comédie-Française
- 1957 : Rodogune de Corneille, mise en scène Jean Serge, Festival Corneille Barentin
- 1957 : Tite et Bérénice de Corneille, mise en scène Jean Serge, Festival Corneille Barentin
- 1959 : Horace de Corneille, mise en scène Jean Serge, Festival Corneille, Barentin
- 1960 : Attila de Corneille, mise en scène Jean Serge, Festival de Barentin
- 1962 : La Trilogie des Coûfontaine de Paul Claudel, mise en scène de Bernard Jenny et Dirk Sanders au Théâtre du Vieux-Colombier
- 1964 : Théodore de Corneille, mise en scène Jean Serge, Festival Corneille, Barentin

## Doublage
- Katy Jurado dans :
  - La Lance brisée (1954) : Señora Devereaux
  - Le Cercle infernal (1955) : Maria Chavez
- 1939 : Autant en emporte le vent : Ellen O'Hara (Barbara O'Neil)
- 1947 : Le Pays du dauphin vert : Sophie Patourel (Gladys Cooper)
- 1948 : La Cité sans voiles : Mme Paula Batory (Adelaide Klein)
- 1948 : Les Aventures de don Juan : Reine Margaret (Viveca Lindfors)
- 1949 : Les Amants du Capricorne : Milly (Margaret Leighton)
- 1950 : Le Grand Alibi : Nellie Goode (Kay Walsh)
- 1950 : L'Esclave du gang : Patricia Longworth (Selena Royle)
- 1950 : Pour l'amour du ciel : Margo Bacchi (Mariella Lotti)
- 1960 : Le Bal des adieux : George Sand (Patricia Morison)
- 1960 : Liaisons secrètes : Mrs. Wagner (Virginia Bruce)
- 1963 : Un chef de rayon explosif : Mrs. Rothgraber (Nancy Kulp)
- 1964 : Dernière Mission à Nicosie : Mrs. Andros (Katherine Kath)
- 1969 : Au service secret de Sa Majesté : Fräulein Irma Bunt (Ilse Steppat)